# Air transport of the Royal Family and government of the United Kingdom
Air transport of the Royal Family and government of the United Kingdom – zadanie transportu powietrznego członków brytyjskiej rodziny królewskiej oraz Rządu Jego Królewskiej Mości, które wypełnia 32 (Królewski) Dywizjon Royal Air Force (No. 32 (The Royal) Squadron).

Insygnia 32 (Królewskiego) Dywizjonu Royal Air Force

## Historia

### Początki
Pierwszym pilotem w brytyjskiej rodzinie królewskiej był Książę Yorku, późniejszy król Jerzy VI Windsor. Licencję pilota uzyskał w 1919 roku i stał się również właścicielem pierwszego należącego do rodziny samolotu, był to de Havilland DH.60M Gipsy Moth. W kwietniu 1928 roku zakupiono dwa samoloty Westland Wapiti, które będąc w składzie 24 Dywizjonu RAF (No. 24 Squadron RAF), były przeznaczone do transportu członków panującej rodziny. Samoloty te nie były typowymi samolotami pasażerskimi i niezbyt dobrze wypełniały swoje zadania przewożenia ludzi, w wojsku spełniały zadania między innymi samolotu bombowego, dopiero specjalnie zbudowany w tym celu i zakupiony przez Księcia Walii w 1933 roku pasażerski, dwusilnikowy Vickers Viastra X, który mógł przewozić 7 pasażerów, spełniał oczekiwania. Samolot tej wersji, o numerze rejestracyjnym G-ACCC, został wybudowany tylko w jednym egzemplarzu i niedługo potem, bo już w 1935 roku odsprzedano go nowym właścicielom. Samoloty Księcia Walii miały barwy niebiesko czerwone, kolory Brygady Gwardii (Brigade of Guards), elitarnego oddziału armii brytyjskiej.

### Królewska Eskadra

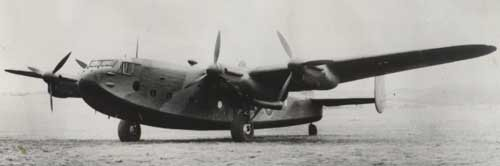
Avro York będący osobistym samolotem Winstona Churchilla

21 lipca 1936 roku, król Edward VIII Windsor utworzył pierwszą w Zjednoczonym Królestwie i pierwszą na świecie specjalną jednostkę przeznaczoną tylko do przewozu członków królewskiej rodziny, The King's Flight. Wyposażona była ona w samolot de Havilland DH.89 Dragon Rapide. The King's Flight stacjonowała na lotnisku w Hendon pod Londynem. W 1937 roku z funduszy publicznych zakupiono do eskadry samolot Airspeed AS.6J Envoy III. We wrześniu 1939 roku jednostkę przeniesiono do bazy RAF w Benson, gdzie w 1942 roku została rozwiązana, stając się częścią 161 Dywizjonu Do Zadań Specjalnych (No. 161 (Special) Squadron), który poza przewożeniem królewskich pasażerów wypełniał również mniej bezpieczne zadania jak zrzucanie agentów i zaopatrzenia nad terytorium okupowanej Europy. Podczas wojny, król Jerzy VI odbywał podróże drogą lotniczą na pokładach samolotów należących do RAF Transport Command. Były to między innymi samoloty Lockheed Hudson, de Havilland Flamingo, Avro York. Za sterami samolotów zasiadali specjalnie wyselekcjonowani piloci należący przede wszystkim do 24 Dywizjonu, z samolotów jednostki korzystał również premier Wielkiej Brytanii Winston Churchill, który miał swój własny samolot w dywizjonie.

### Lata powojenne

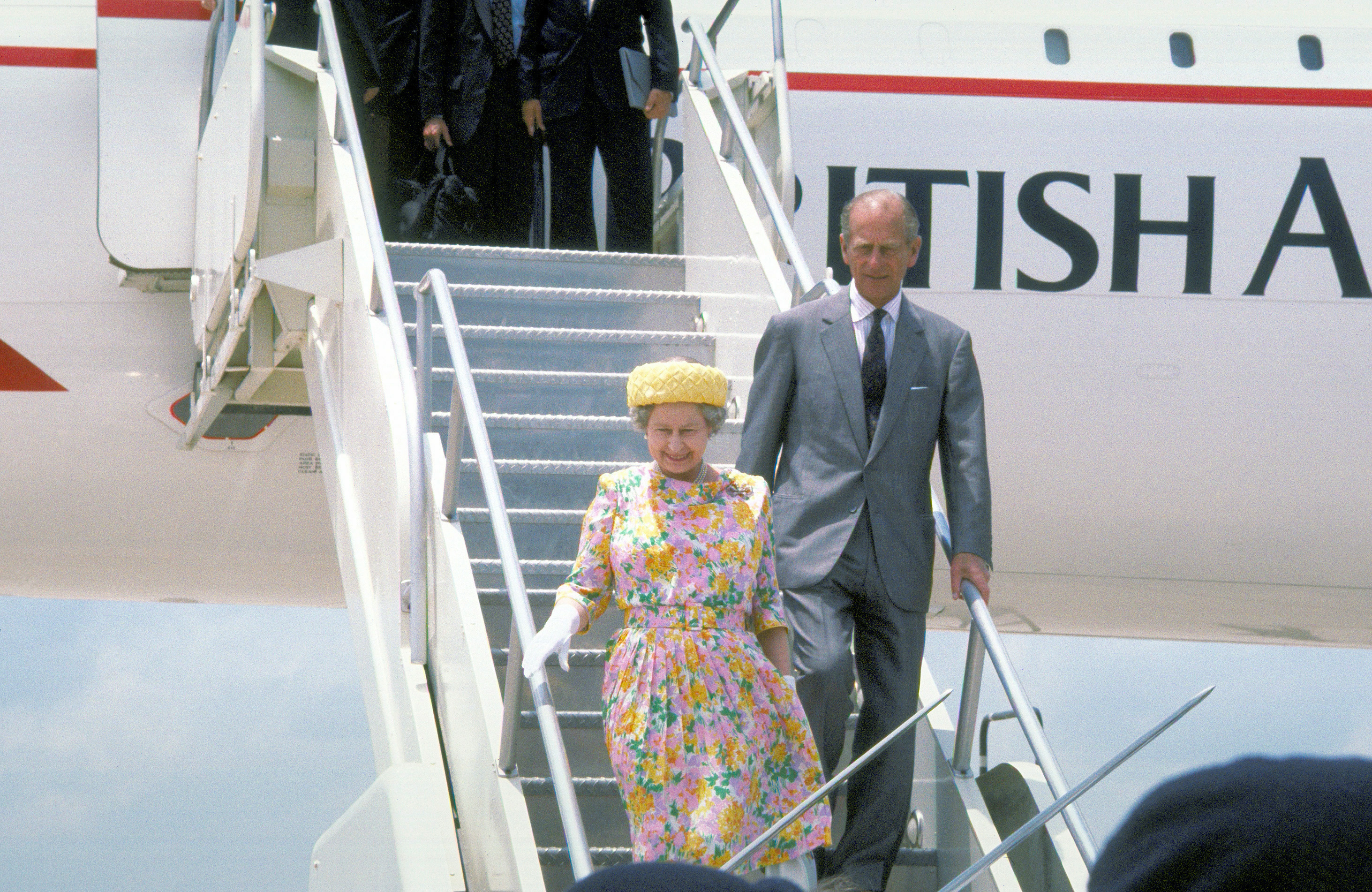
Królewska para wychodząca z samolotu Concorde podczas swojej wizyty w USA w 1991 roku

1 maja 1946 roku odtworzono The King's Flight w bazie Benson, składała się ona wówczas tylko z jednego samolotu de Havilland Dominie. W 1952 roku, po koronacji królowej Elżbiety II, jednostka zmieniła swoją nazwę na The Queen's Flight. Zakupiono nowe samoloty, Vickers Viking, de Havilland Dove, w 1961 roku de Havilland Heron a w 1964 Hawker Siddeley Andover, które w 1983 roku zastąpiono samolotami BAe 146. Maszyny Andover wycofano ostatecznie w 1986 roku. 1 kwietnia 1995 roku The Queen's Flight została włączona do 32 Dywizjonu RAF, który stał się odtąd Królewskim Dywizjonem (No. 32 (The Royal) Squadron) i został przeniesiony z Benson do bazy RAF Northolt. Poza samolotami oficjalnie należącymi do jednostki członkom rodziny królewskiej zdarza się latać innymi maszynami, między innymi wojskowymi Vickers VC10 (do 2001 roku) jak również, kiedy jeszcze były w użyciu, pasażerskimi samolotami naddźwiękowymi Concorde.

### Śmigłowce
W 1953 roku po raz pierwszy na pokładzie śmigłowca (był to Sikorsky H-5) znalazł się członek rodziny królewskiej, Książę Edynburga, który leciał w śmigłowcu podczas swojej wizyty w Niemczech. W 1954 śmigłowiec znalazł się na stałe na wyposażeniu eskadry. W 1959 roku zakupiono specjalnie przystosowany śmigłowiec Westland Whirlwind z silnikiem tłokowym, nieco później zastąpiony przez wersję z silnikiem turbinowym. W lipcu 1967 roku jeden ze śmigłowców rozbił się grzebiąc w swoich szczątkach całą załogę, na szczęście bez członków rodziny królewskiej. Przyczyną awarii było zmęczenie materiałowe przekładni wirnika głównego. W 1969 śmigłowce Westland Whirlwind zostały zastąpione przez Westland Wessex. Królowa używała śmigłowca Sikorsky S-76 Spirit o numerze rejestracyjnym G-XXEA.